# Proyecto 2025
El Proyecto de Transición Presidencial 2025, también conocido como Proyecto 2025, es una colección de propuestas políticas ultraconservadoras creada por la Fundación Heritage para remodelar el Gobierno Federal de Estados Unidos en caso de que Donald Trump ganara las elecciones presidenciales de 2024, cosa que finalmente pasó, ganando en dichos comicios a la demócrata Kamala Harris.
El proyecto afirma que todo el poder ejecutivo está bajo el control directo del presidente en virtud del artículo II de la Constitución estadounidense y de la teoría del ejecutivo unitario (unitary executive theory). Propone reclasificar a decenas de miles de funcionarios federales como cargos políticos, para sustituirlos por leales más dispuestos a permitir las políticas de Trump. Al hacerlo, sus defensores argumentan que el cambio desmantelaría lo que consideran una burocracia vasta, irresponsable y mayoritariamente liberal. El proyecto pretende infundir al Gobierno y a la sociedad valores cristianos. Los de la oposición han caracterizado el Proyecto 2025 como un plan autoritario y nacionalista cristiano para conducir a Estados Unidos hacia la autocracia. Muchos juristas han afirmado que socavaría el imperio de la ley, la separación de poderes, la separación entre Iglesia y Estado y las libertades civiles.
Trump se ha distanciado del «Proyecto 2025» calificándolo de «extremo» y diciendo que no sabría quién está detrás de éste, teniendo oficialmente como programa de gobierno la «Agenda 47». Los de la oposición han desestimado las afirmaciones de Trump, señalando a las diversas personas cercanas a Trump que ayudaron a redactar el proyecto, los numerosos colaboradores que se espera que obtengan puestos de liderazgo en una futura administración Trump, su respaldo a los planes de la Fundación Heritage para su administración en 2022 y las 300 veces que se menciona al propio Trump en los planes.
La Fundación Heritage emplea a numerosas personas estrechamente alineadas con Trump, y coordina la iniciativa con varios grupos conservadores dirigidos por aliados de Trump. En 2023, los responsables de la campaña de Trump reconocieron que el proyecto se alineaba bien con su programa Agenda 47. El distanciamiento se produjo días después de que el presidente de la Fundación, Kevin Roberts, sugiriera en una entrevista que habría una segunda Revolución estadounidense, lo que los demócratas y otros criticaron como una amenaza velada de violencia. El proyecto ha descrito un «plan de batalla» para recuperar el control del Gobierno.

## Descripción
El Proyecto 2025 prevé cambios generalizados en el Gobierno, sobre todo en las políticas económicas y sociales y en el papel del Gobierno federal y sus agencias. El plan propone tomar el control partidista del Departamento de Justicia (DOJ), la Oficina Federal de Investigación (FBI), el Departamento de Comercio, la Comisión Federal de Comunicaciones (FCC) y la Comisión Federal de Comercio (FTC), desmantelar el Departamento de Seguridad Nacional (DHS) y reducir drásticamente las regulaciones medioambientales y de cambio climático para favorecer la producción de combustibles fósiles. El proyecto pretende introducir recortes fiscales, aunque sus redactores discrepan sobre la conveniencia del proteccionismo. El Proyecto 2025 recomienda abolir el Departamento de Educación, cuyos programas se transferirían a otras agencias o se suprimirían. Se recortarían los fondos para la investigación climática y se reformarían los Institutos Nacionales de Salud (NIH) según principios conservadores. El proyecto pretende recortar la financiación de Medicare y Medicaid, insta al Gobierno a rechazar explícitamente el aborto como atención médica, eliminar la cobertura de la anticoncepción de emergencia de la Ley del Cuidado de Salud a Bajo Precio y aplicar la Ley Comstock para perseguir a quienes envíen y reciban anticonceptivos y píldoras abortivas en todo el país. El proyecto busca infundir al Gobierno con elementos del cristianismo. Propone criminalizar la pornografía, eliminar las protecciones legales contra la discriminación basada en la orientación sexual e identidad de género, y poner fin a los programas de diversidad, equidad e inclusión, así como los programas de discriminación positiva.
Algunos conservadores y republicanos han criticado el plan por su postura ante el cambio climático y el comercio exterior. Otros críticos creen que el Proyecto 2025 es un «escaparate» retórico para lo que serían cuatro años de venganza personal a cualquier precio, además de intentar deshacer «casi todo lo implementado» durante la presidencia de Joe Biden. Los autores del proyecto reconocen que la mayoría de las propuestas requerirían que el Partido Republicano controlara tanto la Cámara de Representantes como el Senado de los Estados Unidos. Algunos aspectos del plan han sido recientemente declarados inconstitucionales por el Tribunal Supremo de los EE. UU. y se enfrentarían a recursos judiciales, mientras que otros son propuestas que rompen con lo habitual y que podrían sobrevivir a los recursos judiciales.
Paul Dans, director del Proyecto 2025, explicó que el plan se está «preparando sistemáticamente para asumir el cargo y traer un nuevo ejército, conservadores alineados, entrenados y esencialmente armados, listos para luchar contra el Estado profundo». Dans admitió que era «contraintuitivo» reclutar a tantos para unirse al Gobierno para reducirlo, pero señaló la necesidad de un futuro presidente para «recuperar el control» del Gobierno. Aunque por ley el proyecto no puede promover a un candidato presidencial específico, muchos contribuyentes estaban cerca de Trump y su campaña de 2024.